# 佩西拉拉蒙岸
佩西拉拉蒙岸（Persela Lamongan，全稱Persatuan Sepak Bola Lamongan）是印度尼西亞的一家足球會，於1967年4月18日建立，現時參與印尼足球超級聯賽。

## 外部連結
- 佩塞拉官方網站 （页面存档备份，存于）